# Úrvalsdeild 1930
Thống kê của Úrvalsdeild mùa giải 1930.

## Tổng quan
ÍBA không tham gia nên số đội lại giảm xuống còn 5. Valur giành chức vô địch đầu tiên.

## Bảng xếp hạng
| Vị thứ | Câu lạc bộ | St | T | H | B | BT | BB | HS  | Đ |
| 1      | Valur      | 4  | 4 | 0 | 0 | 18 | 2  | +16 | 8 |
| 2      | KR         | 4  | 3 | 0 | 1 | 14 | 4  | +10 | 6 |
| 3      | ÍBV        | 4  | 2 | 0 | 2 | 11 | 10 | +1  | 4 |
| 4      | Víkingur   | 4  | 0 | 1 | 3 | 3  | 13 | -10 | 1 |
| 5      | Fram       | 4  | 0 | 1 | 3 | 2  | 19 | -17 | 1 |